# Batalla de Vélez-Màlaga
La batalla de Vélez-Màlaga va ser la batalla naval més gran de la Guerra de Successió Espanyola, i es va lluitar a Vélez-Màlaga el 24 d'agost de 1704.

## Antecedents
Amb la mort sense successió de Carles II d'Espanya, en el seu testament s'establia que el seu hereu seria el francès Felip d'Anjou. Tot i haver recolzat altres candidats, tots els països d'Europa van acceptar al nou sobirà, excepte l'emperador Leopold I. El 18 de febrer de 1701 el poble de Madrid, cansat de la qüestió successòria va reconèixer al nou monarca.
En setembre de 1701 es constitueix la Gran Aliança formada per l'Arxiducat d'Àustria, el Regne d'Anglaterra, les Províncies Unides i Dinamarca, declarant la guerra als regnes d'Espanya i Portugal el juny de 1702. El maig de 1703, Portugal es va unir a la Gran Aliança.
Per fer costat a l'Arxiduc Carles, l'estol anglo-holandès de l'almirall George Rooke amb Jordi de Darmstadt, va dirigir-se a Barcelona per promou-re un aixecament, però la ciutat no va respondre. Frustrat l'intent sobre Barcelona, l'estol de Rooke va continuar amb les operacions al Mediterrani. El 4 d'agost de 1704, durant sis hores es va bombardejar el castell de Gibraltar amb ferocitat, i amb el desembarcament de les tropes, Jordi de Darmstadt va conquerir el Penyal en nom de l'Arxiduc Carles d'Àustria al capdavant de 3.500 homes, mentre que l'almirall Rooke, conscient del valor estratègic del penyal, va prendre possessió en nom de la reina Anna I d'Anglaterra. La conquesta de Gibraltar va causar un gran impacte entre els borbònics perquè es temia un atac des d'Andalusia, i es preparà la seva represa.

## Els preparatius
Coneguda l'existència de l'estol aliat després del desembarcament de Barcelona, el 22 de juliol salpava de Toló l'estol borbònic de Lluís Alexandre de Borbó amb 51 navilis, 6 fragates i 5 galeres a l'encontre de George Rooke

## Batalla
El 24 d'agost de 1704, l'estol francès de Lluís Alexandre de Borbó, es va enfrontar a l'estol anglo-holandès de l'almirall George Rooke a l'altura de Vélez-Màlaga, amb un resultat indecís que a la llarga seria favorable als aliats. Lluís-Alexandre de Borbó es va retirar a Alacant sense perdre cap nau, i Rooke a Gibraltar, també sense perdre cap nau.

## Conseqüències
Poc temps després els espanyols tornarien a intentar reconquerir Gibraltar en un fallit Setge, i finalment, el 1713 la conquesta es va formalitzar mitjançant el Tractat d'Utrecht, en el que Espanya cedia al Regne de la Gran Bretanya l'ús del Penyal amb la condició d'evitar o controlar el contraban a Espanya.